# 91:an Karlsson
91:an, tidigare under titeln 91:an Karlsson, är en svensk tecknad serie som fått namn efter seriefiguren med samma namn (även känd som "91 Karlsson"). Den har senare gett namn åt serietidningen med samma namn. Serien skildrar det militära (på regementet i Klackamo), och historierna kretsar kring den värnpliktige 91:an och de dråpligheter som uppstår kring honom, kamraten 87:an och deras officerare. Serien och seriefiguren, vars förnamn egentligen är Mandel, skapades av Rudolf Petersson år 1932.

## Om serien 91:an och dess historia

### Historia
Serien började år 1932, då under namnet "En beväringsmans upplevelser och äventyr" och fanns att finna i veckotidningen Allt för Alla. Serierna har tagit olika skepnad under årens lopp. Från början, på Rudolf Pettersons tid, var serierna ensidiga med lättförståeliga komiska slutpoänger. Många serier gick ut på att 87:ans lumpna skämt och spratt han spelade mot 91:an gick ut över honom själv. De första åren hade serien inte heller pratbubblor utan handlingen beskrevs i ett antal versrader. 
År 1956 kom 91:an som egen tidning. När Nils Egerbrandt övertog serien 1960 påbörjade han en förändring av 91:an. Han kom att bli en mer snäll figur som sällan ställde till bråk, medan 87:an förblev den buse han varit från första början. Detta har på senare år gjort att 91:an har hamnat lite i bakgrunden för sin egen serie då manusförfattarna tycker det är lättare att skapa en bra historia av personer som har något "djävulskt" drag, till exempel 87:an är fifflare, överste Gyllenskalp har hetsigt temperament, likaså furir Revär. En liten kuriosadetalj är också att 91:an föregått med gott exempel och slutat röka på senare år då det nu för tiden anses skadligt. Han rökte ofta i serierna från starten och fram till 1970-talet, medan "tuffe" 87:an fortsätter bolma på.

### Seriens grunder
Serien skildrar det militära. Den lever delvis kvar i det förgångna – till exempel slutade de tecknade figurernas uniformer användas någon gång på 1950-talet – samtidigt som den avspeglar nutiden då miljöerna runtomkring ser ut som idag. Kontrasterna kan därför ibland vara stora då figurerna är klädda i uniformer från 1930-talet samtidigt som de till exempel kör med helt nya bilar av årets modell och använder mobiltelefoner och datorer.

### Förebilder
Flera av seriens officerare hade levande förebilder i verkligheten. Det var officerare som Rudolf Petersson hade mött under sin värnpliktstid på Hallands regemente (I 16) i Halmstad, 1916–1918. Vem förebilden till 91:an Karlsson var har Rudolf Petersson aldrig talat om. Däremot har Peterssons brorsdotter Ingrid Dessau berättat att man i familjen Petersson var helt eniga om att förebilden till Elvira var Rudolfs syster Margit.

## Tidningen 91:an
Serien En beväringsmans upplevelser och äventyr började i veckotidningen Allt för Alla, flyttades senare över till Levande Livet och Året Runt. Julalbum med 91 Karlsson har givits ut sedan 1934. Serien fick en egen tidning år 1956.  Från starten av den egna tidningen har serierna Åsa-Nisse och Kronblom varit med. En annan serie som länge gick i tidningen är Flygsoldat 113 Bom.

## 91:an-tecknare
- Jonas Darnell
- Nils Egerbrandt
- Jan Gissberg
- Alan Kamieniarczyk
- Görgen Kronberg
- Gert Lozell
- Olle Nilsson
- Jonny Nordlund
- Patrik Norrman
- Ola Nyberg
- Gunnar Persson
- Krister Petersson
- Rudolf Petersson
- Tobias Sjölund
- Tommy Strindholt
- Bertil Wilhelmsson

## Figurgalleri

### 91:an Karlsson
Nr. 91 Mandel Karlsson, oftast bara 91:an, är seriens godtrogne och vänlige huvudfigur. Han växte upp på sina föräldrars torp Backabo och har därför god hand med djur och är en sann djurvän. Föräldrarna heter Johan och Mandolina och dyker sparsamt upp i serien. Han lämnade gården och fästmön Tilda när han blev inkallad till lumpen. Han blev snart tillsammans med Elvira, Kapten Beråns hembiträde, och sällskapar relativt stadigt med henne även om 87:an också är intresserad av henne. 91:an är en stor matfriare och hyser stor uppskattning för Elviras mat och bakverk. Han har särskilt god hand med överste Gyllenskalps grand danois Cesar. Detta gör att översten, trots 91:ans förmåga att då och då ställa till det för honom, anförtror honom med olika uppdrag.
91:an är seriens enda figur som fått behålla sin uniform av modell Ä sedan starten 1932. Från början hade såväl värnpliktiga som officerare dessa blå uniformer, men de bytte sedermera till modernare. 91:an fick behålla sin uniform som ett speciellt signum.
I filmerna om 91:an spelades han oftast av Gus Dahlström.

### 87:an Axelsson
87:an Axelsson, Lars Fjodor Axelsson, syntes i 91:an första gången samma år som serien startades (1932) och har varit den viktigaste bifiguren sedan dess. 87:an fungerar som seriens främste antagonist. Han är känd på regementet för att vara elak och drar sig inte för att reta Furir Revär eller för att förstöra för 91:an. I vissa serier uppträder han dock som 91:ans bäste vän. Trots att 87:an för det mesta råkar illa ut på grund av sina upptåg drar han ibland det längsta strået tack vare sin klurighet och driftighet, beträffande exempelvis ekonomiska affärer. 87:an är  91:ans ständiga rival om Elvira. 
87:ans mor Bottina Axelsson bor i en liten stuga i närheten av regementet. Hon är minst lika elak och klurig som 87:an och hatar män, vilket kan vara en bidragande orsak till att 87:an aldrig fått någon rätsida på vem som är hans far. I flera avsnitt av serien har han försökt bevisa att det skall vara major Morgonkröök som har en slående likhet med honom, åtminstone vad beträffar ansiktet.
I filmerna om 91:an spelades han oftast av Holger Höglund.
Sedan 1994 utkommer serietidningen 87:an, som innehåller repriser av gamla 91:an-serier, ofta sådana där 87:an har en större roll.

### Elvira
Elvira Olsson (i några serieavsnitt heter hon dock Johansson), länge Kapten Beråns hembiträde och 91:ans fästmö, även om 87:an och emellanåt Furir Revär försöker bräda honom. Hon var från början ett bastant fruntimmer, men blev, möjligen inspirerad av 91:ans norska systerserie 91 Stomperud (och dess motsvarande seriefigur "Petra"), i början av 1940-talet betydligt ärtigare. Elvira känns igen på sitt brandgula hår och sina prickiga blusar. Hon är inte rädd för att säga vad hon tycker och kan vara mycket temperamentsfull. Seriefiguren fick inspiration från Rudolf Peterssons syster Margit.
På 1980-talet introducerades en kusin till Elvira, Jenny. Tanken var att Jenny, som var en riktig snygging skulle få Elvira att ärta till sig för att sedan efter några avsnitt försvinna. Så blev dock inte fallet och hon kom med tiden istället att bli något av 87:ans flickvän. Detta har flera gånger beklagats av Leif Bergendorff, som menat att seriens ursprungliga dynamik med 91:an och 87:an som rivaler om Elvira gått förlorad. Under 2010-talet började Elviras roll som inneboende hembiträde ses som mycket omodern och i ett avsnitt bestämde hon sig helt sonika för att flytta till en egen lägenhet och börja arbeta som servitris på ett kafé. Senare har hon övergått till att starta ett eget företag som levererar mat. Bland hennes kunder märks Beråns. Hon har dock en fortsatt nära relation till Beråns och hjälper fortfarande dessa i lite mindre skala.

### 63:an Gustavsson
63:an Gustavsson har varit med på fjärde kompaniet ända sedan Rudolf Peterssons dagar. Han är 98 kg tung och en hetsig slagskämpe. 63:an Gustavsson är väldigt svartsjuk när det gäller hans flickvän Amanda och med tanke på hans storlek och hetsiga humör så är det en snubbe att akta sig för. Den enda som 63:an är rädd för är Överstens hund, Cesar, vilket 91:an med sitt goda förhållande till Cesar och Översten dragit nytta av genom åren.

### Revär
Korpral Revär
Korpral Rickard Revär tjänstgör på Klackamo regemente som plutonchef på 91:ans pluton. Revär var till en början korpral men blev i en serie av Nils Egerbrandt, befordrad till överfurir. När graden togs bort tyckte 91:an-redaktionen att han skulle få bli enkel furir. Revärs mål i livet är att hindra missgynnarna 91:an och 87:an från att genomföra sina diverse upptåg. Han är mycket strikt i sin roll som plutonchef, och ser inte mellan fingrarna ens för det minsta fel som någon av de inkallade begår. Han har ett mycket hetsigt humör och kan ofta bli rent rosenrasande när saker inte går som han vill, eller när han råkar ut för 91:ans och 87:ans upptåg.

### Kapten Berån
Kapten Julius Bernhard Berån är ett av de befäl i serien som har varit med från starten 1932. Kapten Berån kännetecknas främst av sin sparsamma läggning, en läggning som den nuvarande tecknargenerationen framhäver mycket tydligare än i originalversionen. Han är gift med Monica Berån och de bor tillsammans i en villa med trädgård. Genom åren har han ständigt fått köra bort 87:an och 91:an, som tagit varje tillfälle i akt för ett skrovmål i kaptens kök där Elvira arbetar. Kapten Beråns hembiträde Elvira är också en av seriens ursprungliga karaktärer och ända sedan starten 1932 har 91:an och 87:an kämpat om hennes gunst. Han äger en Hillman Minx som han vårdar ömt.

### Major Morgonkröök
Major Hampus Morgonkröök har ända sedan starten 1932 varit den rundnätte, skåpsupande majoren som haft en självklar plats bland de högre befälen på 91:ans regemente. Majoren framställs alltid som ett av de snällare befälen. Han blir alltid på gott humör då han får tillgång till sina cigarrer av märket "stinkador", en flaska cognac eller god mat. Dock är han ständigt påpassad av regementesläkaren doktor Krank som gjort det till en av sina huvuduppgifter att få majoren att anamma en sundare livsstil. För det mesta misslyckas dock detta och majoren drar det längsta strået. Morgonkröök har generellt en god relation till 91:an som oftast  hjälpt honom att undkomma pinsamma situationer. Han har en nära relation till översten som han oftast får lugna ner och prata sans med när saker och ting går över styr. Han har till och från haft ett förhållande med husmodern i regementets storkök.

### Doktor Krank
Doktor Karl Arne Krank är regementsdoktorn i 91:an och antas ha majors grad. Krank är en av Rudolf Peterssons originalfigurer - namnet fick han dock först i en tävling bland tidningen 91:ans läsare många år efter Rudolf Peterssons död; tidigare kallades han bara "doktorn". Krank har utarbetat många raffinerade metoder för att kunna avslöja simulanter som vill slippa krigsövningar. Krank är i många serier närmast besatt av att få major Morgonkröök att sluta konsumera fet mat, cigarrer och konjak.

### Överste Gyllenskalp
Överste Hector Gyllenskalp har sedan starten 1932 varit överste, och tjänstgjort som regementschef på Klackamo hed, 91:ans regemente. I den första serien där befälet presenteras skildras översten som en mycket kolerisk person, ett karaktärsdrag som fortfarande är tydligt. Översten har en adlig hustru, Adèle, och framför allt en svärmor, Platina von Blomsterlöök som föraktar honom och som han fruktar, samt en grand danois; det "flerfaldigt prisbelönta rasdjuret" Cesar. Han har flera döttrar och ett barnbarn, Melchior, som ofta besöker honom.
Han är god vän med major Morgonkröök. Relationen till 91:an kan variera kraftigt, men är betydligt bättre än den till 87:an som ofta försatt honom i pinsamma eller jobbiga situationer. Rent karriärmässigt har hans främsta antagonist från 1980-talet och framåt varit överste Klaage från ett grannregemente, en person han har ett ytterst ansträngt förhållande till och som han ofta leder övningar mot. Han har inget gott förhållande till chefredaktör Gnuthagen på lokaltidningen Klackamoposten som ofta skandaliserat översten.

### General Bäävenhielm
Rufus Bäävenhielm är den främst förekommande generalen och personen av högsta rang som förekommer i serien. Han introducerades på 1940-talet och ersatte en annan general med samma efternamn! Han kommer ofta till Klackamo på inspektion och tycks bo på orten. Hans ankomster brukar oftast komma mycket olägligt för överste Gyllenskalp och besöken slutar många gånger i rent kaos. Ibland kan dock situationen lösa sig på det mest oväntade sätt och översten kan istället få en fjäder i hatten.

## I andra medier eller länder

### Filmer
Under efterkrigstiden har ett antal humorbetonade långfilmer gjorts baserade på serien och dess figurgalleri. Den första filmen kom 1946 och under det följande dryga decenniet producerades ytterligare ett halvdussin filmer. Efter ett hopp på 18 år, så kom den hittills sista filmen 1977.
- 1946 – 91:an Karlsson. "Hela Sveriges lilla beväringsman"
- 1947 – 91:an Karlssons permis
- 1951 – 91 Karlssons bravader
- 1953 – Alla tiders 91 Karlsson
- 1955 – 91 Karlsson rycker in
- 1957 – 91:an Karlsson slår knock out
- 1959 – 91:an Karlsson muckar (tror han)
- 1977 – 91:an och generalernas fnatt

### Nr. 91 Stomperud
En besläktad serie till 91:an finns i Norge, men denna är i en norsk omarbetad version som är känd som Nr. 91 Stomperud. I början var serien en ren översättning av 91:an Karlsson men sedan lång tid tillbaka produceras dessa helt oberoende av den svenska versionen. Serien finns i Norge sedan 1937 då den för första gången publicerades i Norsk Ukeblad.
Trots att serien ursprungligen är svensk uppfattas Nr. 91 Stomperud i Norge som den mest typiskt norska tecknade serien.

## Källhänvisningar
1. ↑  ”91:an”. www.egmont.com. Arkiverad från originalet den 6 april 2019. https://web.archive.org/web/20190406082449/https://www.egmont.com/se/produkter/tidningar/91an/. Läst 6 april 2019.
2. ↑  ”91:an Karlsson | 91:an”. https://91an.net/persongalleri/91an-karlsson/. Läst 9 augusti 2020.
3. ↑  ”Rudolf Petersson | 91:an”. http://91an.net/kreatorer/rudolf-petersson/. Läst 6 april 2019.
4. ↑  "91 Karlsson". NE.se. Läst 29 augusti 2014.
5. 1 2  Anders Bergenek (21 mars 2021). ”Om den godmodige 91:an och mannen som gav honom liv”. hallandsposten.se. Arkiverad från originalet den 26 april 2023. https://web.archive.org/web/20230426070656/https://www.hallandsposten.se/familj/v%C3%A5r-historiska-stad/om-den-godmodige-91-an-och-mannen-som-gav-honom-liv-1.43305732. Läst 25 juli 2022.
6. ↑  Baumarten, Erik (2009). ”87:an Axelsson”. 91an.net. https://91an.net/persongalleri/87an-axelsson/. Läst 29 november 2019.
7. ↑  ”Persongalleri”. 91an.net. https://91an.net/persongalleri/. Läst 10 februari 2021.
8. 1 2 3  ”Elvira Olsson”. 91an.net. https://91an.net/persongalleri/elvira-olsson/. Läst 10 februari 2021.
9. ↑  Persson, Andreas (2016). ”Rudolf Petersson och 91:an Karlsson”. TIFF (fht-nu) (3/2016):  sid. 19.
10. 1 2  Gisle, Jon; Holen, Øyvind (2020-01-10). ”Stomperud” (på norskt bokmål). Store norske leksikon. http://snl.no/Stomperud. Läst 27 juli 2022.